# 板垣祐介
板垣 祐介（いたがき ゆうすけ、1980年8月24日 - ）は、日本の作曲家、編曲家、ギタリスト。東京都出身。HOVERBOARD所属。

## 略歴
高校時代にギターに触れたことを機に音楽の道を志す。
大学時代には自身のバンドやギタリストとしても活動する。
2006年頃からギタリストに加えて作曲家、編曲家としての活動も開始。
近年ではAKB48、ハロー!プロジェクトなどのアイドルへの楽曲提供の他、アニメソングの制作も行っている。

## 人物
ギタリストだがレコーディングではベースを演奏することもある。
同事務所で友人の前山田健一のアレンジ作品でギターを弾くことが多い。

## 楽曲提供

### AKB48グループ
AKB48
- 「君の背中」（作曲・編曲）
- 「直角Sunshine」（編曲）
- 「ギンガムチェック」（作曲・編曲）
- 「正義の味方じゃないヒーロー」（編曲）
- 「確信がもてるもの」（編曲）
- 「前しか向かねえ」（編曲・ギター・ベース）
- 「ハートの脱出ゲーム」（編曲）
- 「心のプラカード」（作曲）
- 「性格が悪い女の子」（作曲・編曲）
- 「Conveyor」（編曲・ギター）
- 「友達でいられるなら」（編曲・ギター）
- 「出逢いの日、別れの日」（編曲）
- 「考える人」（作曲・編曲）
- 「進化してねえじゃん」（編曲）
- 「Get you !」（作曲・編曲）
- 「イマパラ」（作曲・編曲）
- 「靴紐の結び方」（編曲）
- 「猫アレルギー」（作曲・編曲）
- 「最強ツインテール」（作曲・編曲）
- 「好きだ 好きだ 好きだ」（作曲・編曲）

SKE48
- 「今日までのこと、これからのこと」（編曲）
- 「キスだって左利き」（編曲）
- 「冬のかもめ」（編曲）
- 「未来とは?」（編曲）
- 「I love AICHI」（編曲・ギター）
- 「僕は知っている」（作曲・編曲）
- 「旅の途中」（編曲）
- 「今の私じゃダメなんだ」（作曲・編曲）
- 「ゲームしませんか?」（作曲・編曲）
- 「滑り台から」（作曲・編曲）
- 「心にFlower」（作曲・編曲）
- 「誰しもいつか止まる心臓を」（編曲）

NMB48
- 「僕がもう少し大胆なら」（作曲・編曲）
- 「ジッパー」（作曲・編曲）
- 「リボンなんて似合わない」（編曲）
- 「夏の催眠術」（作曲・編曲）
- 「想像の詩人」（編曲）
- 「アスファルトの涙」（編曲）
- 「片想いよりも思い出を…」（編曲）
- 「空から愛が降って来る」（編曲）
- 「途中下車」（編曲）
- 「ジュゴンはジュゴン」（作曲・編曲）
- 「ホンマにサンキュー」（作曲・編曲）

HKT48
- 「夏の前」（作曲・編曲）
- 「白線の内側で」（編曲）
- 「塩味のキス」（作曲・編曲）

NGT48
- 「世界はどこまで青空なのか?」（編曲）
- 「春はどこから来るのか?」（編曲）
- 「夕立雲」（作曲・編曲）

STU48
- 「恋は仮病中」（作曲・編曲）

おじゃる丸シスターズ
- 「初恋は実らない」（作曲）

Not yet
- 「ペラペラペラオ」（作曲・編曲）
- 「次のピアス」（編曲）
- 「見えない空はいつでも青い」（編曲・ギター・ベース）

フレンチ・キス
- 「あまのじゃく」（編曲）

### 坂道シリーズ
乃木坂46
- 「未来の答え」（作曲・編曲）

欅坂46
- 「猫の名前」（編曲）
- 「波打ち際を走らないか?」（編曲）
- 「立ち止まる手前で」（作曲・編曲）

日向坂46
- 「おいで夏の境界線」（編曲）

吉本坂46
- 「笑ってサヨナラ」（作曲・編曲）

### ジャニーズ事務所関連
今井翼
- 「[ASAP]」（編曲）

Hey! Say! JUMP
- 「Magic Power」（作曲）
- 「ともだちだよ」（作曲）

### ハロー!プロジェクト関連
アンジュルム / スマイレージ
- 「スキちゃん」（編曲・プログラミング・ギター）
- 「オトナになるって難しい!!!」（編曲・プログラミング・ギター）
- 「乙女 パスタに感動」（編曲・ギター）
- 「初恋の貴方へ」（編曲）
- 「こんにちは こんばんは」（編曲）
- 「涙 GIRL」（編曲）
- 「チャンス到来!」（編曲）
- 「恋人は心の応援団」（編曲・ギター）
- 「私、ちょいとカワイイ裏番長」（編曲・プログラミング・ギター）
- 「夕暮れ 恋の時間」（編曲・プログラミング・ギター）
- 「エイティーン エモーション」（編曲・ギター）
- 「臥薪嘗胆」（編曲・プログラミング・ギター）
- 「キソクタダシクウツクシク」（編曲・プログラミング・ギター・ベース）

OCHA NORMA
- 「ヨリドリ ME DREAM」（編曲）

℃-ute
- 「
「残暑 お見舞い 申し上げます。」」（編曲・プログラミング・ギター）
- 「甘い罠」（編曲・プログラミング・ギター）
- 「SHOCK!」（編曲・プログラミング）
- 「Lonely girl's night」（編曲・プログラミング・ギター）
- 「キャンパスライフ 〜生まれて来てよかった〜」（編曲・プログラミング・ギター・ベース）
- 「超WONDERFUL!」（編曲・プログラミング・ギター）
- 「いざ、進め! Steady go!」（編曲・プログラミング・ギター）
- 「サークル」（編曲・プログラミング・ギター）
- 「行け! 元気君」（編曲・プログラミング・ギター）
- 「悲しきヘブン」（編曲・プログラミング・ギター）
- 「雨」（編曲・プログラミング）
- 「心の叫びを歌にしてみた」（編曲・プログラミング）
- 「凜 (RIN)」（編曲・プログラミング・ギター・ベース）

GOODM!X
- 「カモン・ミックス!」（編曲）

こぶしファクトリー
- 「明日の私は今日より綺麗」（編曲）

Juice=Juice
- 「五月雨美女がさ乱れる」（編曲・プログラミング・ギター）
- 「明日やろうはバカやろう」（作曲・編曲）

つばきファクトリー
- 「帰ろう レッツゴー!」（編曲）
- 「My Darling ～Do you love me?～」（編曲）
- 「妄想だけならフリーダム」（作曲・編曲）
- 「サマー・チャレンジャー」（編曲）

ハロプロ研修生
- 「Crying」（編曲・プログラミング）

BEYOOOOONDS
- 「文化祭実行委員長の恋」（編曲）
- 「ビタミンME」（編曲）
- 「涙のカスタネット」（編曲）

Berryz工房
- 「本気ボンバー!!」（編曲・プログラミング・ギター・ベース）
- 「愛の弾丸」（編曲・プログラミング・ギター）
- 「ヒーロー現る!」（編曲・ギター）
- 「真っ白いあの雲」（編曲・プログラミング・ギター）
- 「なんだかんだで良い感じ!」（編曲・プログラミング・ギター）

真野恵里菜
- 「ごめん、話したかっただけ」（編曲）

モーニング娘。
- 「女心となんとやら」（編曲・プログラミング・ギター）
- 「I'm Lucky girl」（編曲・プログラミング・ギター）
- 「やめてよ!シンドバッド」（編曲・プログラミング・ギター）
- 「自信持って 夢を持って 飛び立つから」（編曲・プログラミング・ギター）
- 「乙女のタイミング」（編曲・プログラミング・ギター）
- 「私がいて 君がいる」（編曲・プログラミング・ギター）
- 「信念だけは貫き通せ!」（編曲・プログラミング・ギター）
- 「お天気の日のお祭り」（編曲・プログラミング・ギター・ベース）

### その他
IZ*ONE
- 「年下Boyfriend」（作曲）

アイドル妖怪カワユシ♥
- 「僕だけの女神」（作曲・編曲・ギター）

アップアップガールズ（2）
- 「全部青春!」（編曲）

AFTERSCHOOL
- 「Just in time」（作曲）
- 「Tell me」（作曲・編曲）

RSP
- 「Memories」（作曲・編曲）

いきものがかり
- 「残り風」（湯浅篤と共編曲）

=LOVE
- 「ラブクリエイト」（作曲）

岩佐美咲
- 「なごり雪」（編曲）

植村花菜
- 「BLESS 〜Album Mix〜」（編曲）

Well stone bros. feat. 吉田沙保里
- 「目を覚ませ」（作曲・編曲）

えのぐ
- 「僕たちの青春ロード」（作曲・編曲）

恵比寿学園男子部
- 「恋のDing Dong」（作曲・編曲）

小川真奈
- 「ティーネイジ ブルース」（編曲・プログラミング・ギター）
- 「元気になれっ!」（編曲・プログラミング・ギター）
- 「Keep on dreamin'!」（編曲・プログラミング・ギター）
- 「ジェラシーというかなんというか」（編曲・プログラミング・ギター）
- 「全部 ウソじゃないよ」（編曲・プログラミング・ギター・アコースティックギター）
- 「大空に向かって」（編曲・プログラミング・ギター・ベース）
- 「眩しい勇気を胸に秘めて」（編曲・プログラミング・ギター）

大橋彩香
- 「希望フォトグラム」（作曲・編曲）

奥村初音
- 「ホントはね」（作曲）

小倉唯
- 「いつだってCall Me!」（作曲）

乙女新党
- 「NとS」（作曲・編曲）

小野恵令奈
- 「MISERU come true」（作曲）

小野賢章
- 「NEEDLESS TO SAY」（作曲・編曲）

河西智美
- 「Mine」（作曲・編曲）

神谷浩史
- 「For myself」（作曲・編曲）
- 「LIFE」（作曲・編曲）
- 「Spring moment」（作曲・編曲）
- 「スノウフレイク・ワンダーランド」（作曲・編曲）
- 「everlasting」（作曲・編曲・ギター）

KAmiYU
- 「EXOTIC FEVER」（作曲・編曲）

CHEMISTRY
- 「セレナーデ」（作曲・編曲）
- 「Period」（編曲）

こけぴよ
- 「夏の終わりのI wish」（編曲）

ゴスペラーズ
- 「HIT ME」（編曲）

ザ・コインロッカーズ
- 「夢がない僕が夢をみたんだ」（作曲・編曲）

佐咲紗花
- 「Zzz (Bossa Nova Version)」（編曲・ギター）

SATOMI'
- 「Joy Of Love」（作曲・編曲）
- 「MIss U」（作曲・編曲）
- 「Joy Of Love」（作曲・編曲）

清水良太郎
- 「ダメ女」（編曲）
- 「あの頃のあなたに会いたい」（編曲）

純情のアフィリア
- 「術式は誰かの為に」（編曲）
- 「奇跡と魔法のクロニクル」（編曲）

鈴村健一
- 「ハナサカ」（作曲・編曲・ギター）

SUPER☆GiRLS
- 「ラブサマ!!!」（編曲）
- 「恋☆煌メケーション!!!」（編曲）
- 「スイート☆スマイル」（編曲）

青春高校アイドル部
- 「チャイムの途中で」（作曲・編曲）
- 「無人島へ連れて行って」（作曲）

タイナカサチ
- 「code」（作曲・編曲）

田村ゆかり
- 「あのね Love me Do」（作曲・編曲・ギター）
- 「好きだって言えなくて」（作曲）
- 「Pleasure treasure」（作曲・編曲）
- 「Double Fascination」(作曲・編曲)
- 「Hello Again」（作曲・編曲）
- 「未来の果てにEscort」（作曲・編曲）
- 「逢うたびキミを好きになる」（作曲・編曲）
- 「La La Love call」（作曲・編曲）

ちょうちょ
- 「Sleeping Butterfly」（作曲・編曲・ギター）

CHEEZE CAKE
- 「哀しみのブランコ」（編曲）

土屋アンナ
- 「Atashi」（作曲・編曲）

つるの剛士
- 「シングルベッド」（編曲）

でんぱ組.inc
- 「ORANGE RIUM」（編曲・ギター）
- 「君も絶対に降参しないで進まなくちゃ!」（編曲・プログラミング・ギター）

ときめき♡宣伝部
- 「どどどどどりーまー」（編曲）

徳山秀典
- 「プロポーズ」（編曲）

Do As Infinity
- 「Why?」（作曲）
- 「Sun Shower」（作曲）
- 「Go Ahead!」（作曲）

Trignal
- 「SUMMER MAGIC」（作曲・編曲）
- 「GREAT ESCAPE PARTY」（作曲・編曲）
- 「PANORAMA SODA」（作曲・編曲）
- 「Love holic」（作曲・編曲）

なあ坊豆腐@那奈
- 「クネクネ☆ブラボー!!」（編曲）

中川翔子
- 「Brand-new day」（作曲）

野中藍
- 「Melody」（編曲・ギター）

バクステ外神田一丁目
- 「Oh my destiny」（作曲・編曲）
- 「KiraKira My Heart」（作曲・編曲）
- 「The輝ける」（作曲・編曲）

PASSPO☆
- 「じゃあね...」（作曲・編曲）
- 「See You Again」（作曲・編曲）

Bailagoza
- 「Breakout」（編曲）
- 「I Need To Be In Love」（編曲）

Happines
- 「Happy Talk」（作曲）

はやぶさ
- 「蜘蛛男のダンス」（編曲）

HALLOWEEN DOLLS
- 「HALLOWEEN PARTY」（編曲）

伴都美子
- 「labyrinth」（作曲）

bump.y
- 「赤いマフラー」（作曲・編曲）

Fullfull☆Pocket
- 「おひさまスプラッシュ!」（編曲）
- 「きみがだいすき♡」（編曲）

前田敦子
- 「Brunchはブルーベリー」（編曲）
- 「わがままなバカンス」（編曲）

美郷あき
- 「愛のせいで眠れない」（作曲・編曲）
- 「Dear my tears」（作曲・編曲）

三森すずこ
- 「大切なキミ」（作曲・編曲・ギター）

ミルクス本物
- 「サタデーナイトビリーバー」（編曲）

May J.
- 「つかのまの虹でも」（作曲）

ゆいかおり
- 「ハツコイメイズ」（作曲・編曲）

universe
- 「echoes」（メンバーと共作曲・共編曲）
- 「OVER THERE」（メンバーとの共編曲）

ユンナ
- 「Scratch On The Heart」（作曲・編曲）

横山ルリカ
- 「Walk My Way」（編曲）
- 「街のアカリ」（作曲・編曲）
- 「Don't Cry」（作曲・編曲）
- 「Your Voice,My Life」（編曲）
- 「White Diary」（作曲・編曲）
- 「ナミダボシ」（作曲・編曲）
- 「プレゼント」（作曲・編曲）
- 「Across The Sky」（編曲）
- 「Road」（作詞・作曲・編曲）

吉木りさ
- 「世界は教室だけじゃない」（編曲）
- 「カラフルな世界」（作曲・編曲）

ラストアイドル
- 「ラスアイ、よろしく」（編曲）

LoVendoЯ
- 「880円」（編曲・プログラミング・ベース）
- 「この世に真実の愛が一つだけあるなら」（宮永治郎と共編曲）

LinQ
- 「My Letter」（作曲）

渡辺麻友
- 「いつでも そばにいてあげる」（編曲）
- 「ハートのスープ」（編曲）
- 「キスのソナー音」（作曲・編曲）
- 「強情な純情」（編曲）

浪江女子発組合
- 「ミライイロの花」（作曲・編曲）

### アニメ・ゲームソング
アイドルマスター SideM
- 「Sugaring Off Party!」（作曲・編曲）

アイドルマスター シャイニーカラーズ
- 「SOLAR WAY」（作曲・編曲）

アイドルマスター ミリオンライブ!
- 「ココロ☆エクササイズ」（作曲・編曲）
- 「未来飛行」（作曲・編曲）
- 「MY STYLE! OUR STYLE!!!!」（編曲）
- 「Smiling Crescent」（作曲・編曲）
- 「夜に輝く星座のように」（作曲・編曲）
- 「未来系ドリーマー」（作曲・編曲）
- 「K・A・W・A・I・I of the WORLD!」（作曲・編曲）
- 「週末だけのハーレクイン」（作曲・編曲）

ウマ娘 プリティーダービー
- 「L's Surprise!!」（編曲）

オメガクインテット
- 「MOVE*MENTER」（作曲・編曲）

カードファイト!! ヴァンガード アジアサーキット編
- 「EMOTION BIND!」（作曲・編曲）
- 「笑顔にエール」（作曲・編曲）

キラキラ☆プリキュアアラモード
- 「ダイスキにベリーを添えて」（作曲・編曲）
- 「プティ＊パティ∞サイエンス」（作曲・編曲）

黒子のバスケ
- 「明日へ連れて」（作曲・編曲）
- 「Strong Heart」（作曲・編曲）

この中に1人、妹がいる!
- 「Over the distance... その手を」（作曲・編曲）

侵略!イカ娘
- 「夏休み：シンリャク絵日記」（作曲・編曲）

TARI TARI
- 「Twinkle Link」（作曲・編曲）
- 「続くメロディ」（作曲・編曲）

探偵オペラ ミルキィホームズ
- 「いつだってサポーター!」（作曲・編曲）
- 「ヒミツの花園」（作曲・編曲）
- 「ミルキィウェイであいましょう」（編曲）

日常
- 「阪本さんのニャーというとでも思ったか」（編曲）
- 「阪本さんのねこじぇらしー」（編曲）
- 「麻衣の涙の阿弥陀如来」（編曲）

ハイスクールD×D
- 「((W))hole NEW ((W))orld!!」（作曲・編曲）

花咲くいろは
- 「水性メロディ」（編曲）

普通の女子校生が【ろこどる】やってみた。
- 「レインボーバトン」（編曲）

Free!
- 「Always Here」（作曲・編曲）

ラブライブ!
- 「Private Wars」（作曲・編曲）
- 「Shocking Party」（作曲・編曲）

## 劇伴作品
2009年
- 「チョコレート・アンダーグラウンド」OST（作曲・編曲）（M6,7,8を除く）

2011年
- 「電波女と青春男」（Franz Maxwell I.名義。藤澤慶昌と前山田健一と共同）[2]）

2020年
- 「彼女、お借りします」（ヒャダインと大竹智之と共同）

## レコーディング参加
※特記以外はギターでの参加
麻生夏子
- 「恋愛向上committee」
- 「エウレカベイビー」

いきものがかり
- 「夏・コイ」（ギター・ベース）

ゴスペラーズ
- 「SING!!!!!」

佐々木彩夏
- 「キューティーハニー」

佐咲紗花
- 「ガッコーガッコーLIFE!!」

しょこたん♥でんぱ組
- 「PUNCH LINE!」

私立恵比寿中学
- 「放課後ゲタ箱ロッケンロールMX」
- 「Go! Go! Here We Go! ロック・リー」
- 「梅」

ちょうちょ
- 「Million of Bravery」

でんぱ組.inc
- 「強い気持ち・強い愛」
- 「キラキラチューン」
- 「Sabotage」
- 「ムなさわぎのヒみつ?!」
- 「待ちぼうけ銀河ステーション」
- 「すきすきソング」
- 「W.W.D」

中川翔子
- 「星間飛行」
- 「赤道小町ドキッ」

中島愛
- 「Life’s The Party Time!!」

夏の魔物
- 「未来は僕等の風が吹く」

ヒャダイン
- 「ヒャダインのカカカタ☆カタオモイ-C」

ピュアリーモンスター
- 「Trip Stream!!」（ギター・ベース）

平野綾
- 「PizzzzzzzA!!!!!!!」

ベボガ!（虹のコンキスタドール黄組）
- 「めんごっ‼ 〜イブは色々あるのです〜」

BOYS AND MEN
- 「炎・天下奪取」（ギター・ベース）

三森すずこ
- 「スマイリウム」（ギター・ベース）

ミルクス
- 「北の国から愛を込めて」

ももいろクローバーZ
- 「ココ☆ナツ」
- 「サンタさん」
- 「猛烈宇宙交響曲・第七楽章「無限の愛」」
- 「あーりんは反抗期!」
- 「シングルベッドはせまいのです」
- 「事務所にもっと推され隊」

森口博子
- 「星より先に見つけてあげる」

ゆいかおり
- 「CUE the Future 〜「Q」のテーマ〜」

### アニメソング
ガヴリールドロップアウト
- 「オリジナルバイブル」（ギター・ベース）

繰繰れ! コックリさん
- 「Welcome!! DISCOけもけもけ」

スロウスタート
- 「ne! ne! ne!」

## ライブサポート
- でんぱ組.inc